# Zorzines nepalplacida
Zorzines nepalplacida är en fjärilsart som beskrevs av Inoue 1992. Zorzines nepalplacida ingår i släktet Zorzines och familjen nattflyn. Inga underarter finns listade i Catalogue of Life.